# Construction Mansion
La Construction Mansion (建设大厦) ou China Development Bank Tower est un gratte-ciel de 168 mètres de hauteur (hauteur du toit) construit en 1997 à Shanghai dans le district de Pudong. Avec l'antenne la hauteur maximale de l'édifice est de 175 mètres.
Il abrite sur 45 étages des bureaux de la Banque de Développement de Chine.
La surface de plancher de l'immeuble est de 80 000 m2.
L'architecte est la société chinoise East China Architectural Design & Research Institute (ECADI) basée à Shanghai.